# 極める
『極める』（きわめる）は、テレビ東京系列局ほかで放送されていたグレートデン製作の教養番組 である。テレビ東京とテレビ愛知では1986年（昭和61年）から1995年（平成7年）まで、毎週金曜 22:00 - 22:30 （日本標準時）に放送。現在は、ヒストリーチャンネル（CS 342ch）で『極める 日本の美と心』が放送されている。
日本の文化財を紹介する番組で、奈良岡朋子と安田正利がナレーターを務めていた。放送当時は数少なかった文字多重放送による字幕放送を実施していた。
本項では、DVD版の新作である『新極める 日本の仏像百選』（しんきわめる にほんのぶつぞうひゃくせん）についても取り扱うこととする。

## 極める 匠と至芸の世界
- 放送期間：1986年10月3日 - 1988年9月30日
- 放送時間：金曜 22:00 - 22:30

## 極めるII
- 放送期間：1988年10月7日 - 1991年3月29日
- 放送時間：金曜 22:00 - 22:30

## 極める 日本の美と心
- 放送期間：1991年4月5日 - 1995年3月31日
- 放送時間：金曜 22:00 - 22:30

## 放送局
- テレビ北海道 - 1989年10月の開局時からネット。
- テレビ東京
- テレビ愛知
- テレビ大阪
- テレビせとうち
- TXN九州（現・TVQ九州放送） - 1991年4月の開局時からネット。サービス放送期間中にも『極めるII』をネットしていた。
- 中国放送[2]、テレビ愛媛[2]などのように、テレビ東京系列以外の局でも放送。

## スタッフ
- 企画：グレートデン・編集工学研究所
- 監修：松岡正剛
- 撮影技術：インフ
- 照明：小西俊雄
- 編集：東洋レコーディング
- 音楽効果：片野正美
- プロデューサー：緒方陽一
- 構成・演出：大内達夫⇒附田博⇒山下龍次郎
- 製作：グレートデン
- 制作・著作：星光堂

## 番組で紹介された主な文化財
放送当時は文化財等に指定されていなかった物や、海外の美術館所蔵の物、無形文化財、人間国宝、のちに火災等で失なわれた文化財も含まれる。

### 極める 匠と至芸の世界
1986年
大野昭和斎、角谷一圭、金城次郎、中村歌右衛門、小宮康孝、森口華弘、吉田玉男、本阿弥白州、磯井正美、近藤乾三、香取正彦
1987年
月山貞一、井上八千代、西出大三、久保田保一、清水卯一、鹿島一谷、片岡仁左衛門、酒井田柿右衛門、竹本土佐広、中台瑞真、藤本能直、後藤得三、牧田三郎、宗広力三、寺井直次、音丸耕堂、島原帆山、大江巳之助、増村益蔵、城之口みゑ、宮城喜代子、泉清吉、山本陶秀、隅谷正峰、塚本快示、杵屋佐登代、西岡常一、鶴沢燕三、大場松魚、天野祐里、小野光敬、吉村雄輝、北村大通、児玉博、清元志寿太夫、秋山逸生、橋本太雄、森茂好、田村九郎兵衛、山本凰竜、長沢氏寿
1988年
中村勘三郎、林豊寿、尾上梅幸、山崎昭二郎、安部由蔵、富山清琴、千田長次郎、今藤綾子、広瀬敏雄、上田淑宏、木村幸彦、日吉小三八、吉田文之、菊原初子、赤野栄一、昆布一夫、芳村五郎治、小林章男、前田友斎、藤間藤子、喜多川平朗、金江宗観、足立康子、宮島市郎、伊野波盛正、野沢錦糸、羽田登喜男

### 極めるII
1988年
浄瑠璃寺、高野山、日光東照宮、縄文土器、曼殊院、東大寺、鞍馬寺、一休寺、永保寺
1989年
待庵、如庵、銀閣寺、三十三間堂、からくり人形、出雲大社、室生寺、中尊寺、毛越寺、寛永寺、平等院、国東半島の石仏、崇福寺、鎌倉の仏像、浄土寺、天守閣、寂光院、観心寺、泉涌寺、新薬師寺、長谷寺、尾形光琳、埴輪、神護寺、橋、マリア観音、厳島神社、職人尽絵、修学院離宮、三井寺、三千院、比叡山延暦寺、竹生島、高台寺、円成寺、仁和寺、出羽三山、東寺、古墳、友禅染、能面、天竜寺、円空仏
1990年
広隆寺、真珠、沖ノ島、鎧、薬師寺、化粧、清涼寺、東福寺、横蔵寺、醍醐寺、當麻寺、南禅寺、羽賀寺、シカゴ美術館、萬福寺、天神、サクラー美術館、司馬江漢、桂離宮、雪舟、湖東三山、長沢蘆雪、建仁寺、四神、大覚寺、シアトル美術館、金刀比羅宮、薩摩切子、クリーブランド美術館、大分磨崖仏、富士図、伊藤若冲、葛飾北斎、吉野ヶ里遺跡
1991年
ホノルル美術館、雪村、播磨の古寺、天台寺、文楽、勾玉、古九谷、柴田是真、田口善国、石山寺、平家物語

### 極める 日本の美と心
1991年
唐招提寺、メトロポリタン美術館、道成寺、エミール・ガレ、東慶寺、慈恩寺、朝香宮邸、百人一首、蒔絵、法華寺、玉手箱、市松人形、祇園祭、地蔵、清水寺、神輿、山車、那智火祭、扇面法華経、浅草寺、吉備津神社、着物、安楽寺、瀬戸物、六波羅蜜寺、紅型、五稜郭、御伽草子
1992年
輪王寺、渡辺崋山、志野焼、高千穂夜神楽、善光寺、中宮寺、平等院、花札、平安神宮、七宝焼、春日大社、若狭の古寺、住吉大社、国分寺、伊豆の長八、知恩院、水墨画、与謝蕪村、京都御所、西行、下鴨神社、京都国立博物館、平賀源内、永平寺、竹久夢二、身延山、博多祇園山笠、観音菩薩、兼六園、博多人形、長谷川等伯、那谷寺、妙成寺、三仏寺、立石寺、京焼、金沢文庫
1993年
茶道具、英一蝶、妙法院、高橋由一、永林寺、宮本武蔵、盆栽、根来寺、久能山東照宮、円教寺、一位一刀彫、日蓮、武田信玄、徳一、円山応挙、益子焼、藤原三代、弁財天、霊山寺、安曇野道祖神、岩佐又兵衛、清水隆慶、佐渡の観音、仙台箪笥、太山寺、尾形乾山、押絵、長州の古寺、日本刀、納涼図屏風、見返り阿弥陀、浦上玉堂、石手寺、道後温泉、熊本城、安楽寺、栄山寺、柿本人麻呂、薩摩錫器、瑞巌寺
1994年
豊川稲荷、薩摩焼、秋篠寺、本法寺、太平寺、阪井政市、善通寺、和紙、柴又帝釈天、大津絵、談山神社、須恵器、南山城路、菱田春草、鹿島神宮、松前城、河井寛次郎、富岡鉄斎、山ノ辺の古寺、弘前城、四天王寺、藤原定家、守屋貞治、彦根城、眼鏡絵、根付、斉藤明、円覚寺、聖福寺、葛城古墳、行基、来迎寺、中山観音、西陣織、萩焼、小林清親、白山、信貴山縁起絵巻、印籠、西大寺、弘前の西洋館、吉野、シーサー、成田山新勝寺
1995年
秋田銀線細工、西村公朝、伊勢神宮、秋田蘭画、粉河寺、横山大観、松久宗琳、備前法光、木曽路、戒壇院、いろは歌

## 映像ソフト

### 極める 日本の美と心（VHS版・DVD版）
放送された分のうち、京都・奈良の寺院のいくつかが『京都の名刹』および『奈良の名刹』として映像ソフト化された。

#### VHS版
テレビ東京よりビデオ化され、1996年から1997年にかけて発売された。

##### 京都の名刹
- 知恩院
- 一休寺
- 天竜寺
- 神護寺
- 三千院
- 仁和寺
- 東寺

- 広隆寺
- 清凉寺
- 東福寺
- 鞍馬寺
- 高山寺
- 銀閣寺
- 寂光院

- 泉涌寺
- 醍醐寺
- 南禅寺
- 建仁寺
- 大覚寺
- 延暦寺
- 清水寺

- 本法寺
- 禅林寺
- 平等院
- 三十三間堂
- 浄瑠璃寺
- 枯山水（龍安寺、西芳寺）
- 曼殊院

##### 奈良の名刹
- 当麻寺
- 長谷寺
- 栄山寺

- 東大寺 大仏の夢
- 東大寺 お水取り
- 円成寺

- 法華寺
- 霊山寺
- 新薬師寺

- 唐招提寺
- 薬師寺 白鳳の祈り
- 飛鳥寺

#### DVD版
21世紀に入り、2006年から2007年にかけてDVD版がアスクより発売された。その際、VHS版では未収録だった寺院のいくつかも収録されている。

##### 京都の名刹
- 第一巻から第八巻 - 「洛西・洛中・京都南部の名刹」
  - 第一巻 京都への誘い／平等院
  - 第二巻 神護寺／高山寺
  - 第三巻 枯山水／仁和寺
  - 第四巻 大覚寺／本法寺
  - 第五巻 天龍寺／清凉寺
  - 第六巻 東寺／南山城の隠れ寺
  - 第七巻 萬福寺／醍醐寺
  - 第八巻 一休寺／浄瑠璃寺

- 第九巻から第十六巻 - 「洛東・洛北の名刹」
  - 第九巻 寂光院／三千院
  - 第十巻 鞍馬寺／延暦寺
  - 第十一巻 銀閣寺／曼殊院
  - 第十二巻 知恩院／禅臨寺
  - 第十三巻 建仁寺／六波羅蜜寺
  - 第十四巻 高台寺／清水寺
  - 第十五巻 三十三間堂／妙法院
  - 第十六巻 東福寺／泉涌寺

##### 奈良の名刹
- 第一巻 東大寺（大仏の夢／お水取り）
- 第二巻 円成寺／西大寺
- 第三巻 法華寺／霊山寺
- 第四巻 新薬師寺／唐招提寺

- 第五巻 薬師寺（白鳳の祈り／美しき声明の祈り）
- 第六巻 飛鳥寺／当麻寺
- 第七巻 長谷寺／宝生寺
- 第八巻 栄山寺／佐保路・佐紀路の寺

### 新極める 日本の仏像百選（DVD版）
2010年（平成22年）、アスクよりDVD版として発売された。極めるとしては15年ぶりの新作である。ナレーションは真中了。
- 第1巻 仏像の歴史
- 第2巻 悟りと癒しのほとけ
- 第3巻 安らかな浄土のほとけ
- 第4巻 現在のほとけ 未来のほとけ

- 第5巻 変化するほとけ
- 第6巻 密教のほとけ
- 第7巻 ほとけの守護神
- 第8巻 野のほとけ